# Stony Creek (Ahoskie Creek)
Der Stony Creek ist ein kurzer Bach in North Carolina. Er entsteht im Bertie County durch Zusammenfluss von Loosing Swamp und Quioccosin Swamp und fließt dann durch ein Moor- und Sumpfgebiet. Drei Kilometer weiter nördlich mündet er beim Friedhof Stony Creek Cemetery im Hertford County in den Ahoskie Creek. Der Stoney Creek gehört zum Einzugsgebiet des Chowan River.